# André Moccand
André Moccand (født 25. januar 1931 i Zürich, Schweiz) er en schweizisk tidligere roer.
Moccand var styrmanden i den schweiziske firer med styrmand, der vandt sølv ved OL 1948 i London. Roerne var Rudolf Reichling, Erich Schriever, Peter Stebler og Émile Knecht. Sølvmedaljen blev sikret efter en finale, hvor schweizerne kun blev slået af USA, mens Danmark fik bronze. Det var det eneste OL han deltog i.

## OL-medaljer
- 1948:  Sølv i firer med styrmand